# Lupaca
Los lupaca (del Idioma aimara lupijaki; lupi, ‘calor del sol’, y jaki, ‘gente’; es decir, ‘el pueblo del calor del sol’), fueron uno de los reinos aimaras más importantes de la región del lago Titicaca. Su centro administrativo fue Chucuito. Surgieron tras la decadencia de Tiahuanaco y establecieron colonias en los valles de la vertiente del Pacífico. Aunque fueron dominados por los incas, conservaron su identidad incluso bajo dominio español.[cita requerida]

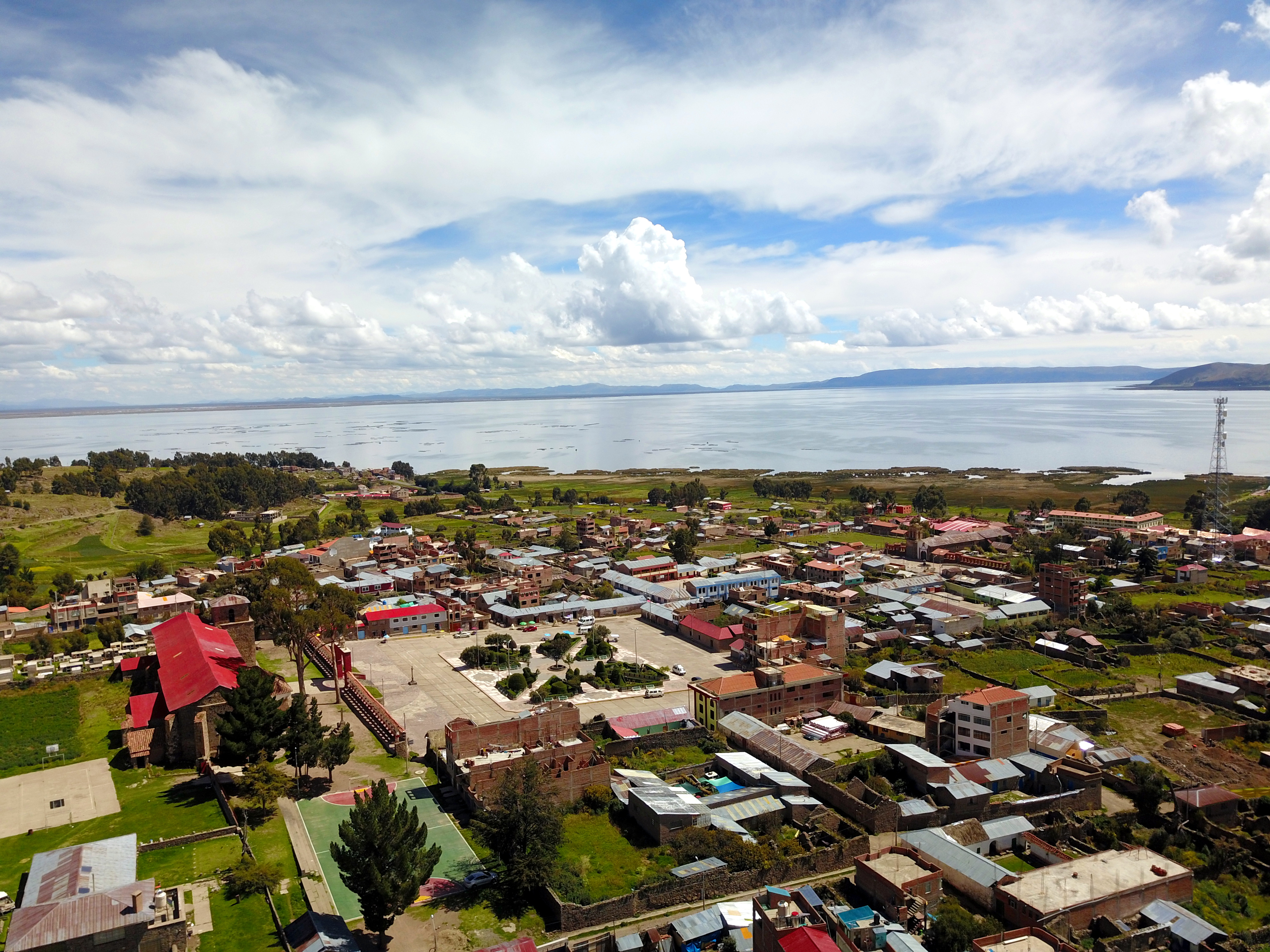
Vista aérea del principal centro administrativo de los Lupijaki

Su importancia ha sido estudiada a partir de textos coloniales, como la Visita de Garci Díez de San Miguel de 1562. En estos textos se describe un modelo económico basado en un núcleo de población en la puna altiplánica y el control de enclaves en distintas regiones. Según John Murra, este sistema, denominado archipiélago vertical, permitía el acceso a recursos complementarios en diversos pisos ecológicos.[cita requerida]
Según Murra,antes de la colonización española, los Lupaca controlaban tres zonas ecológicas. En el altiplano, cultivaban tubérculos andinos y criaban camélidos. En la costa, obtenían maíz, guano, algodón y productos marinos. En los valles y montañas orientales, cultivaban coca, madera y otros recursos de la selva. Estas "colonias" multiétnicas aseguraban la autosuficiencia del reino.

## Sociedad Lupaca

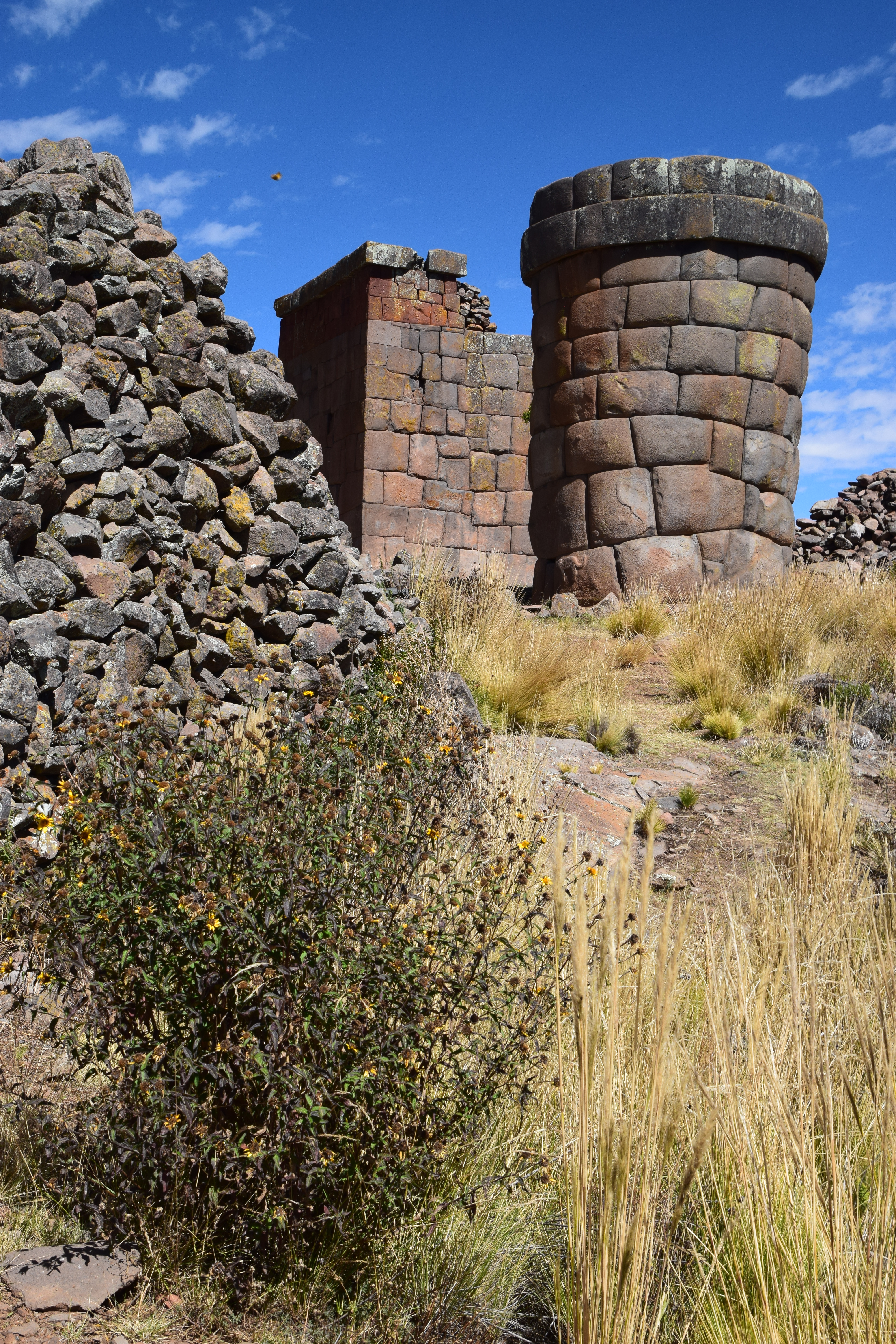
Centro arqueológico de Cutimbo en Laraqueri

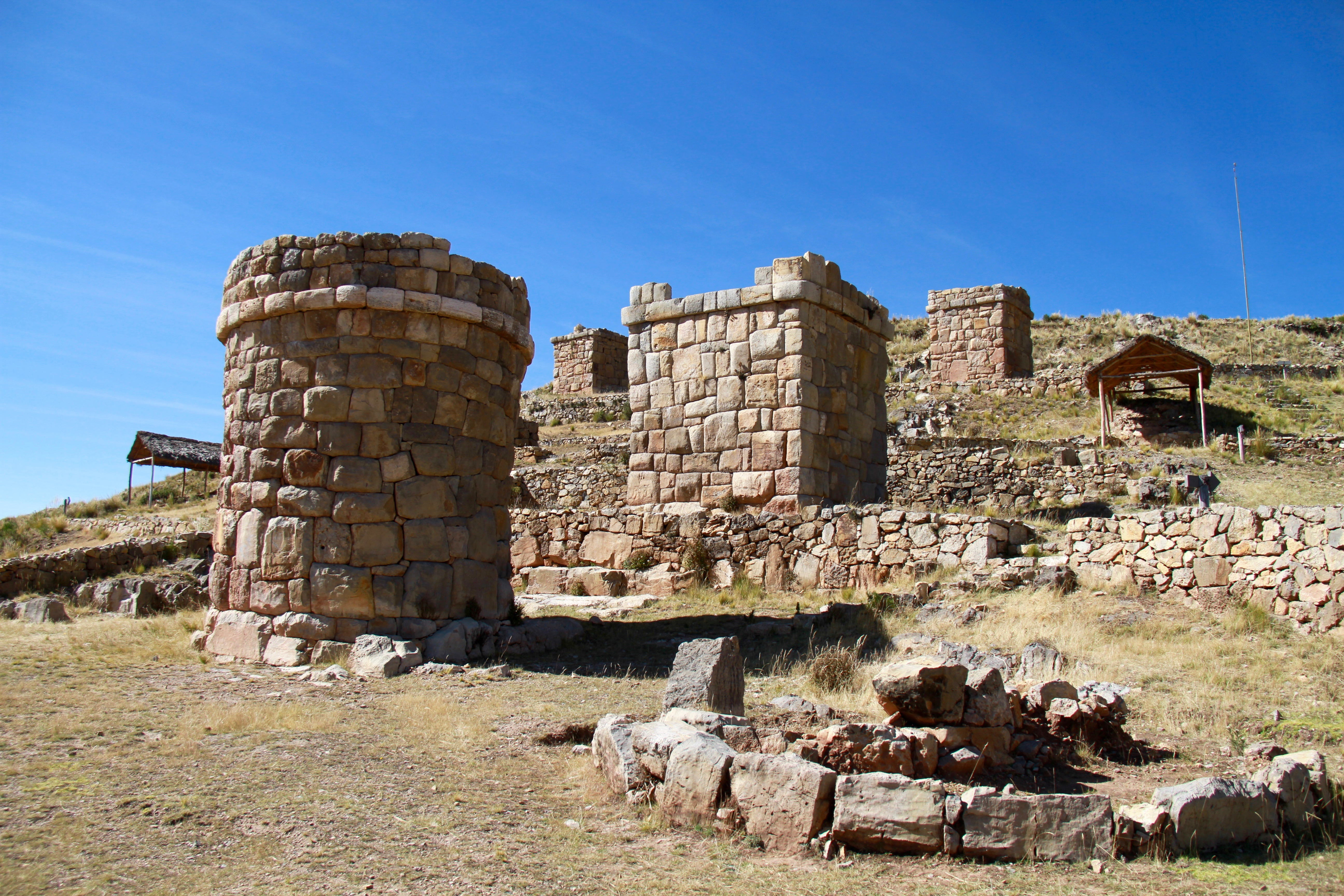
Centro arqueológico de Molloco en Acora

Se dividían en 7 grupos, denominados «lupazas» a su vez cada grupo estaba compuesto de varios «hatha» (otros autores simplemente los denominan «lupaca» a cada grupo) que eran grupos que estaban unidos a un antepasado común que podía ser mítico o real. Cada «hatha» eran una dualidad que se dividía en mitades denominadas «alaasa» y «massaa». Cada «hatha» tenía dos autoridades, una para la parte «alaasa» y otra para la parte «massaa» y, dependiendo del grupo, una de las autoridades primaba sobre la otra, la autoridad principal recibía el nombre de «mallku».
En las crónicas europeas a las «hatha» se las denominó linajes; en algunos diccionarios aimara-castellano aclaraban que la palabra «hatha» equivalía en quechua a «ayllu». Sobre las «lupazas», los cronistas europeos las describieron como provincias a la manera europea, describiendo que cada provincia tenía divisiones denominadas «saya» y que eran un total de 15, dentro de estas estaban los innumerables linajes o ayllus (denominados «hatha» por los lupaqas).
Cada «saya» tenía sus pueblos, sus «papakancha» (tierras de cultivo) y sus rebaños, que llegaban desde Chucuito hasta el río Desaguadero (frontera natural con el reino Pacaje), había dos pueblos que eran la excepción a la regla; estos pueblos fueron Sunicaya y Cupi. En el caso de Sunicaya, fue un pueblo dedicado enteramente a la minería y la metalurgia; y que hoy es conocido con el nombre de Platería; y Cupi, que fue un pueblo que estaba integrado por artesanos ceramistas especialmente «olleros», la particularidad de Cupi fue que ahí residieron los ceramistas de todo el reino Lupaqa, tanto de la mitad «alaasa» como de la mitad «massaa».
La deidad principal de esta sociedad de lengua aymara fue Tunupa, el temido dios de los volcanes. En su honor hacían sacrificios humanos y grandes fiestas.

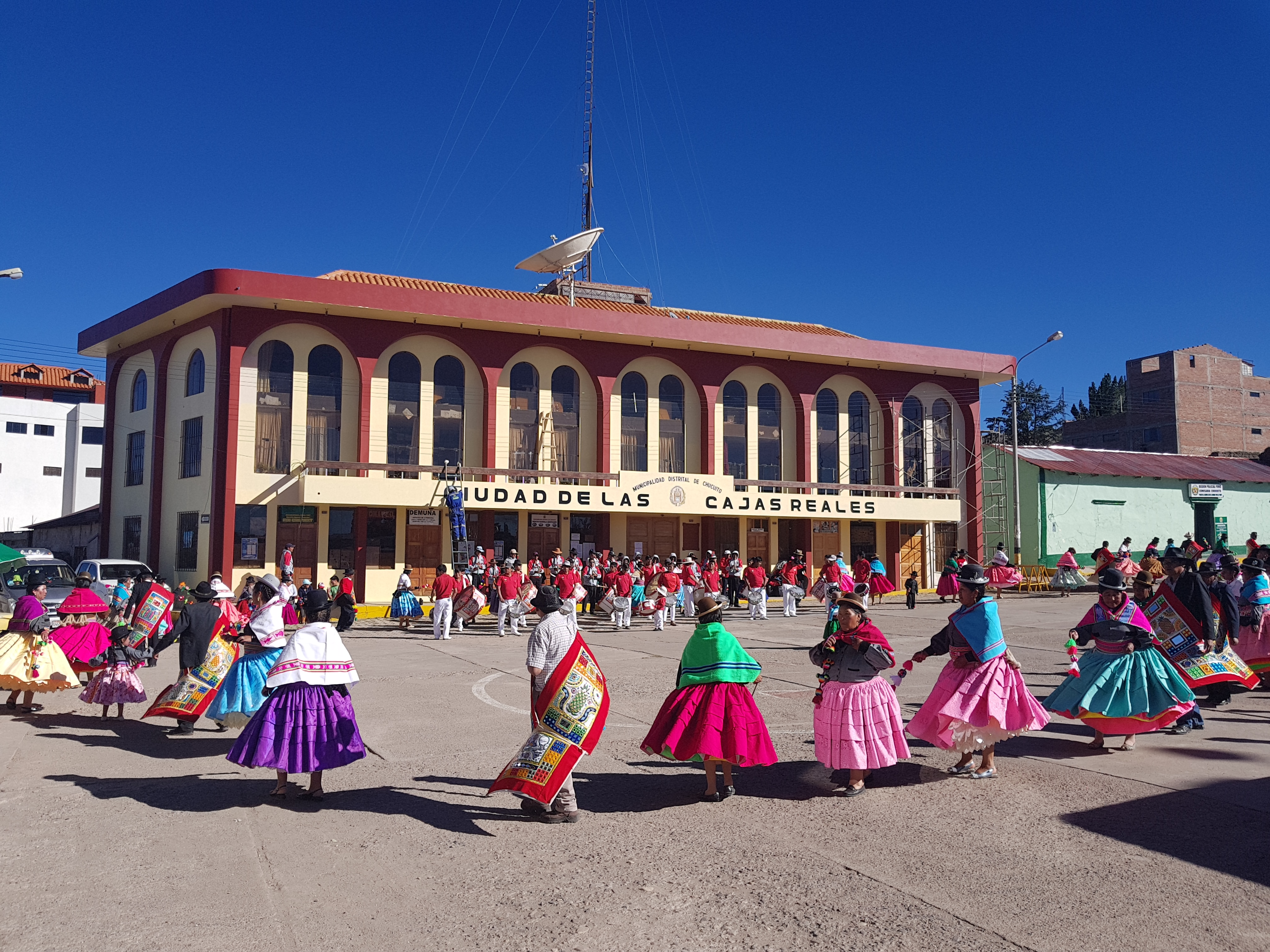
Plaza principal de Chucuito

## Las colonias en tierras bajas
John Murra denomina a estas colonias como «islas ecológicas verticales», debido a que el reino Lupaqa que residía en el Collao (a más de 3800 m s.n.m.) necesitaba de los alimentos que producían las tierras más bajas para complementar su nutrición. De esa manera surge en los Lupaqa (y en todos los pueblos andinos) la necesidad de dominar territorios tanto en las costas del Pacífico así como la zona húmeda oriental de los Andes.
En el caso concreto de los reinos aimaras, habitaron las costas del pacífico dominando porciones discontinuas de varios valles, es decir que en cada valle podían existir territorios de cualquier otro reino aimara (Pacajes, Carangas, etcétera) e inclusive de los pueblos Uros, además de la población nativa de algunos valles que en aquellos tiempos denominaron indistintamente como «yungas».
Estas «islas ecológicas», que otros autores denominan colonias, eran trabajadas por las «hatha» del altiplano en un sistema de rotación; en las tierras en donde el viaje demoraban varios días se colocaron colonos permanentes dedicados al cultivo del maíz, ají o la recolección del wanu (huano).
John Murra, citando al ariqueño Rómulo Cúneo Vidal en su libro Historia de los antiguos cacicazgos hereditarios del sur del Perú 1535-1825, relaciona a la población del altiplano y los aimaras de la costa, y escribe que: las gentes de Chucuito solían viajar y colonizar hacia Moquegua, Arica y Camarones; los de Ilave llegaban hacia Ilabaya, Ilo e Islay; los de Ácora hacia Tacna, Lluta y Codpa y finalmente los de Pomata viajaban hacia Sama y Tarata.
Los Lupijaki también dominaron territorios en la zonas de los valles interandinos en la vertiente del Amazonas, es así que se encuentran documentos que acreditan la posesión de tierras en lugares tan distantes de Chucuito como Larecaja, Chicaloma, Capinota, situadas actualmente en zonas boscosas de Bolivia donde abunda la producción cocalera (hoja de coca era fundamental para varios rituales del reino Lupaqa, así como para el consumo diario de la población).